# Arapoti
Arapoti ist ein brasilianisches Munizip im Osten des Bundesstaats Paraná. Es hat 25.777 Einwohner (2022), die sich Arapotienser nennen. Seine Fläche beträgt 1.358 km². Es liegt 864 Meter über dem Meeresspiegel.

## Etymologie
Arapoti war der Häuptling eines Tupi-Stammes, der von den Jesuiten bekehrt worden war und die Jesuitenreduktion São Francisco Xavier an den Ufern des Rio Tibaji bildete. Das Wort Arapoti kommt aus dem Tupi und bedeutet Zeit der Blumen: ara = Tag, Zeit, Jahreszeit + poti (potyra) = Blume, Blüte. 
Der Ort heißt erst seit 1943 Arapoti. Vorherige Namen waren ab 1908 Cerrado und ab 1933 Cachoeirinha nach dem schon 1913 so benannten Bahnhof.

## Geschichte

### Besiedlung
Die Geschichte von Arapoti beginnt mit der Fazenda Jaguariaíva, die dem legendären Besiedler dieser Region, Oberst Luciano Carneiro Lobo, gehörte. Die Felder hier wurden zur Rindermast genutzt und dienten als Rastplatz für Tropeiros, die mit ihren Rinderherden aus dem Süden des Landes kamen. Damals war der Distrikt Cerrado, heute ein ländliches Dorf, die einwohnerreichste Siedlung im Gebiet de heutigen Munizips.  In den 1910er Jahren begann die Entwicklung des Gebiets mit der Errichtung eines Sägewerks und einer Papierfabrik, die von der Southern Brazil Lumber & Colonization Company betrieben wurden. In Cerrado gab es alles: Geschäfte, Schulen, Polizeistationen und Gesundheitsstationen.
Bald darauf kam die Paranapanema-Eisenbahnlinie in dieses Gebiet. Sie durchquerte ab 1912 die Fazenda Capão Bonito und ermöglichte die Niederlassung von Siedlern um den Bahnhof Cachoeirinha herum. Der Bahnhof ist heute Sitz der Gedenkstätte Capão Bonito - Casa da Cultura. Die Bewohner des Cerrado-Distrikts zogen wegen der Vermarktung ihrer Produkte lieber in die Nähe des Bahnhofs und der Ort verlor immer mehr Einwohner.
Im Zuge des Wirtschaftskreislaufs von Kaffee und Holz, die in großem Umfang im Norden Paranás produziert wurden, zogen ab 1916 Einwanderer zunächst aus Spanien und aus Polen ins Land.

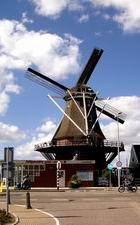
"O imigrante": Holländische Windmühle in Arapoti (errichtet 2001)

Im Jahr 1960 kamen dann in größerem Umfang niederländische Einwanderer in die Region. Sie gründeten die Cooperativa Agroindustrial (Capal) (Capal), die heute zur ABC-Gruppe des Batavo-Komplexes gehört. Durch die Gründung der Genossenschaft wurde die Gemeinde zu einem Zentrum der Hochtechnologie in der Landwirtschaft und Viehzucht.

### Erhebung zum Munizip
Arapoti wurde durch das Staatsgesetz Nr. 253 vom 26. November 1954 aus Jaguariaíva ausgegliedert und in den Rang eines Munizips erhoben. Es wurde am 18. Dezember 1955 als Munizip installiert.

## Geografie

### Fläche und Lage
Arapoti liegt auf dem Segundo Planalto Paranaense (der Zweiten oder Ponta-Grossa-Hochebene von Paraná). Seine Fläche beträgt 1.358 km². Es liegt auf einer Höhe von 864 Metern.

### Vegetation
Das Biom von Arapoti ist Mata Atlântica.

### Klima
Das Klima ist gemäßigt warm. Es werden hohe Niederschlagsmengen verzeichnet (1.530 mm pro Jahr). Im Jahresdurchschnitt liegt die Temperatur bei 19,2 °C. Die Klimaklassifikation nach Köppen und Geiger lautet Cfa.

### Gewässer
Arapoti liegt im Einzugsgebiet des Rio das Cinzas, der das Munizip etwa mittig von Süd nach Nord durchfließt. Der Rio Arrozal entspringt im Südwesten des Munizipgebiets und mündet nordwestlich vom Hauptort in den Rio das Cinzas.

### Straßen
Arapoti ist über die PR-092 mit Jaguariaíva im Süden und Santo Antônio da Platina im Norden verbunden. Über die PR-239 kommt man im Westen nach Ventania.

### Nachbarmunizipien
| Ibaiti   | Pinhalão und Tomazina                       | Wenceslau Braz        |
| Ventania | Kompassrose, die auf Nachbargemeinden zeigt | São José da Boa Vista |
|          | Piraí do Sul                                | Jaguariaíva           |

## Stadtverwaltung
Bürgermeister: Irani Jose Barros, PSDB (2021–2024)
Vizebürgermeister: Jan Roelof Pot, MDB (2021–2024)

## Demografie

### Bevölkerungsentwicklung
| Jahr | Einwohner | Stadt | Land |
| ---- | --------- | ----- | ---- |
| 1960 | 9.228     | 12 %  | 88 % |
| 1970 | 13.650    | 15 %  | 85 % |
| 1980 | 17.103    | 28 %  | 72 % |
| 1991 | 20.603    | 55 %  | 45 % |
| 2000 | 23.884    | 73 %  | 27 % |
| 2010 | 25.855    | 84 %  | 16 % |
| 2022 | 25.777    |       |      |

Quelle: IBGE (2011) und Volkszählung 2022

### Ethnische Zusammensetzung
| Gruppe * | 1991    | 2000    | 2010    | wer sich als …                                                                   |
| --- | ------- | ------- | ------- | -------------------------------------------------------------------------------- |
| Weiße | 78,8 %  | 71,1 %  | 66,8 %  | weiß bezeichnet                                                                  |
| Schwarze | 1,9 %   | 2,8 %   | 3,4 %   | schwarz bezeichnet                                                               |
| Gelbe | 0,2 %   | 0,3 %   | 0,7 %   | von fernöstlicher Herkunft wie japanisch, chinesisch, koreanisch etc. bezeichnet |
| Braune | 18,9 %  | 25,3 %  | 28,9 %  | braun oder als Mischung aus mehreren Gruppen bezeichnet                          |
| Indigene | 0,0 %   | 0,0 %   | 0,2 %   | Ureinwohner oder Indio bezeichnet                                                |
| ohne Angabe | 0,2 %   | 0,4 %   | 0,0 %   |                                                                                  |
| Gesamt | 100,0 % | 100,0 % | 100,0 % |                                                                                  |
| *) Das IBGE verwendet für Volkszählungen ausschließlich diese fünf Gruppen. Es verzichtet bewusst auf Erläuterungen. Die Zugehörigkeit wird vom Einwohner selbst festgelegt. |         |         |         |                                                                                  |

Quelle: IBGE (Stand: 1991, 2000 und 2010)

## Wirtschaft

### Landwirtschaft

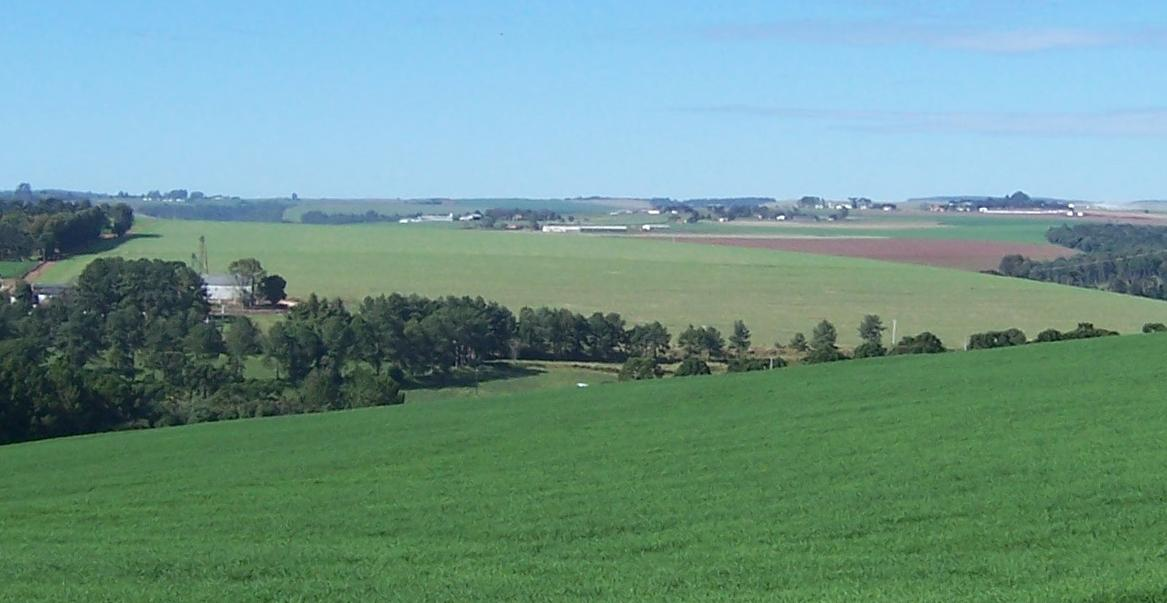
Sojafelder in Arapoti

Der Schwerpunkt liegt auf der Produktion von Soja, Mais, Weizen, Schweinen, Hühnern und der Milchwirtschaft mit hochwertigen Holsteinrindern.

### Industrie
In den 80er Jahren entstand mit dem Bau des Zellstoff- und Papierherstellers Inpacel Indústria LTDA eine der modernsten Papierindustrien Brasiliens. Auf dem gleichen Gelände hat die International Papel und der finnische Papier- und Verpackungsmittelhersteller Stora Enso ihre Produktionsstätten. Sie stellt schwerpunktmäßig Zeitschriftenpapier her.

### Kennzahlen
Mit einem Bruttoinlandsprodukt pro Einwohner von 43.752,73 R$ (rund 9.700 €) lag Arapoti 2019 an 55. Stelle der 399 Munizipien Paranás.
Sein hoher Index der menschlichen Entwicklung von 0,723 (2010) setzte es auf den 108. Platz der paranaischen Munizipien.